# Альфа-розпад

-розпад

А́льфа-ро́зпад, α-розпад, альфа-радіоактивність — вид радіоактивного розпаду ядра, при якому випромінюються альфа-частинки — ядра 42He. При цьому масове число ядра зменшується на 4, а атомний номер на 2.
Період альфа-розпаду визначається законом Гейгера-Неттола.
Альфа-розпад пояснюється тунелюванням ядра гелію крізь потенціальний бар'єр, зумовлений сильною взаємодією, яка утримує нуклони важкого ядра.

## Історія
Вперше альфа-розпад був ідентифікований британським фізиком Ернестом Резерфордом в 1899 році. Одночасно в Парижі французький фізик Поль Вілар проводив аналогічні експерименти, але не встиг раніше Резерфорда. Першу кількісну теорію альфа-розпаду розробив у 1928 році радянський та американський фізик Джордж Гамов.

## Теорія
Альфа-розпад з основного стану спостерігається тільки у достатньо важких ядер. Альфа-радіоактивні ядра в таблиці ізотопів з'являються починаючи з атомного номера 52 (телур) і масового числа близько 106–110, а при атомному номері більше 82 і масовому числі більше 200 практично всі нукліди альфа-радіоактивні, хоча альфа-розпад у них може бути і не домінантною модою розпаду. Серед природних ізотопів альфа-радіоактивність спостерігається у декількох нуклідів рідкісноземельних елементів (неодим-144, самарій-147, самарій-148, європій-151, гадоліній-152), а також у декількох нуклідів важких металів (гафній-174, вольфрам-180, осмій-186, платина-190, вісмут-209, торій-232, уран-235, уран-238) і у продуктів розпаду урану і торію з коротким життям.
Альфа-розпад з високозбуджених станів ядра спостерігається і в деяких легких нуклідів, наприклад у літію-7.
Альфа-частинка зазнає тунельного переходу через кулонівський бар'єр в ядрі, тому альфа-розпад є суттєво квантовим процесом. Оскільки ймовірність тунельного ефекту залежить від висоти бар'єру експоненціально, період напіврозпаду альфа-активних ядер експоненціально зростає зі зменшенням енергії альфа-частинки (цей факт складає зміст закону Ґейґера–Неттола). При енергії альфа-частинки менше 2 МеВ час життя альфа-активних ядер суттєво перевищує час існування Всесвіту. Тому, хоча більшість природних ізотопів важчі від церію в принципі здатні розпадатися за цим каналом, лише для небагатьох з них такий розпад дійсно зафіксований.
Швидкість вилітання альфа-частинки складає від 9400 км/с (ізотоп неодиму 144Nd) до 23700 км/с у ізотопу полонію 212mPo).
У загальному вигляді формула альфа-розпаду має такий вигляд:
Приклад альфа-розпаду для ізотопу 238U:
Альфа-розпад може розглядатися як граничний випадок кластерного розпаду.

## Небезпека для живих організмів
Оскільки альфа-частинки від радіоактивного розпаду доволі важкі і позитивно заряджені, вони мають дуже короткий пробіг в речовині і при русі в середовищі швидко втрачають енергію на невеликій відстані від джерела. Це призводить до того, що вся енергія випромінювання вивільняється в малому об'ємі речовини, що збільшує шанси пошкодження клітин при потраплянні джерела випромінювання всередину організму. Однак зовнішнє випромінювання від радіоактивних джерел нешкідливе, оскільки альфа-частинки можуть ефективно затримуватись кількома сантиметрами повітря або десятками мікрометрів щільної речовини — наприклад, листом паперу і навіть роговим відмерлим шаром епідермісу, не досягаючи живих клітин. Навіть доторкання до джерела чистого альфа-випромінювання не є небезпечним, хоча слід пам'ятати, що численні джерела альфа-випромінювання випромінюють також набагато більш проникаючі типи випромінювання (бета-частинки, гамма-кванти, іноді нейтрони). Однак потрапляння альфа-джерела всередину організму призводить до значного опромінення.
Коефіцієнт якості альфа-випромінювання дорівнює 20 (більше від усіх інших типів іонізуючого випромінювання, за винятком важких ядер і осколків поділу). Це означає, що в живих тканинах альфа-частинка створює приблизно в 20 разів більші ушкодження, ніж гамма-квант або бета-частинка рівної енергії.
Все вищевикладене відноситься до радіоактивних джерел альфа-частинок, енергії яких не перевищують 15 МеВ. Альфа-частинки, отримані на прискорювачі, можуть мати значно вищі енергії і створювати значну дозу навіть при зовнішньому опроміненні організму.